# لئوپولد نیومر
لئوپولد نیومر (به آلمانی: Leopold Neumer) بازیکن فوتبال و مهاجم اهل آلمان است که از سال ۱۹۳۸ میلادی عضو تیم ملی فوتبال آلمان بوده‌است. وی در ۱ بازی ملی حضور داشته است و آخرین بازی ملی خود را در سال ۱۹۳۸ میلادی انجام داد. لئوپولد نیومر در بازی‌های ملی‌اش گلی به ثمر نرساند.